# Robert von Bayer

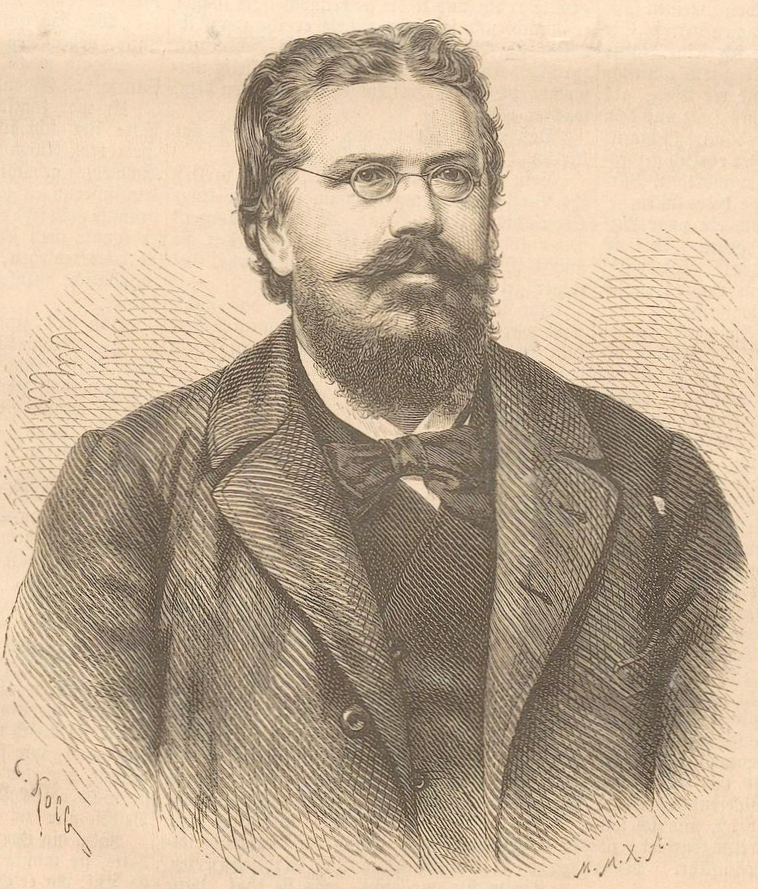
Bildnis Robert von Bayer
Beilage zum Darmstädter Tagblatt, Nr. 38/1890

Karl Emmerich Robert von Bayer (* 15. April 1835 in Bregenz; † 30. Juni 1902 in Baden bei Wien) war ein österreichischer Schriftsteller. Sein Pseudonym war Robert Byr.
Robert von Bayer erhielt seine Erziehung in der Militärakademie zu Wiener-Neustadt, aus der er als Leutnant in das Husarenregiment Graf Radetzky eintrat. 1859 wurde er Rittmeister und während des italienischen Feldzugs dem Generalstab zugeteilt.
Nach dem Friedensschluss betrat Bayer die schriftstellerische Laufbahn mit seinen Kantonierungsbildern (Prag 1860), schied dann 1862 aus dem aktiven Dienst aus und siedelte nach seinem Geburtsort über, wo er lange Zeit lebte.
Robert von Bayer war mit dem Schriftsteller Alfred Meißner verschwägert und wurde nach Meißners Tod 1885 dessen Nachlassverwalter. Von 1872 bis 1899 vertrat er Österreich im Vorstand des Vereins für Geschichte des Bodensees und seiner Umgebung, zu dessen Ehrenmitglied er 1893 ernannt wurde.

## Werke
Bayer war Romanschriftsteller; seine Dramen:  Lady Gloster  (1869) und  Der wunde Fleck  (1872) sind vereinzelte und erfolglose Versuche geblieben. Das Soldatenleben hat Bayer geschildert, außer in dem oben angeführten Werk, in:
- Österreichische Garnisonen (Hamburg 1863), Digitalisat
- Auf der Station (Berlin 1865)
- Anno Neun und Dreizehn (Innsbruck 1865), Digitalisat, biographische Bilder aus den deutschen Freiheitskämpfen, verrät den Soldaten.

In anderer Sphäre spielen die Romane:
- Ein deutsches Grafenhaus (Berlin 1866)
- Mit eherner Stirn (Berlin 1868), Digitalisat
- Der Kampf ums Dasein (Jena 1869), Digitalisat
- Sphinx (Berlin 1870), Digitalisat
- Nomaden (Leipzig 1871), Digitalisat
  - Zwischen Zwei Nationen, 1871, Band 1, Band 2, Band 3
- Auf abschüssiger Bahn (Berlin 1872)
- Wrack (Leipzig 1873)
- Quatuor (Novellen, Leipzig. 1875)
- Larven (Berlin 1876)
- Eine geheime Depesche (Jena 1880)
- Sesam (Stuttgart 1880)
- Unversöhnlich (Jena 1882)
- Andor (Stuttgart 1883)
- Lydia (Jena 1883)
- Soll ich? (Jena. 1884)

Online verfügbare Aufsätze:
- Robert Byr: Hexenprozesse in Bregenz. In: Schriften des Vereins für Geschichte des Bodensees und seiner Umgebung, 15. Jg. 1886, S. 215–226 (Digitalisat)